# Presa de Tekezé
La presa de Tekezé es una presa de arco de doble curvatura ubicada entre las regiones de Amhara y Tigray en Etiopía. Está situada en el río Tekezé, un afluente del Nilo que fluye por uno de los cañones más profundos del mundo. Su finalidad principal es la producción de energía hidroeléctrica.

## Descripción general
La presa de Tekezé se acabó de construir en 2009 por las empresas Ethiopian Electric Power Corp. (EEPCo) y Chinese National Water Resources and Hydropower Engineering Corp. Su costo final fue de 360 millones de dólares, 136 millones por encima del presupuesto. La presa fue el proyecto de obras públicas más grande de Etiopía. Ayudó a reducir la escasez de energía a medida que aumentaba la demanda en el país.
En el momento de su finalización, los 188 m de altura de la presa de Tekezé la convirtieron en la presa de arco de doble curvatura más alta de África,seguida por la presa de Katse, de 185 m. El embalse resultante tiene una superficie de 105 km2 y una capacidad de 9.300 millones de m3. 

## Central eléctrica de Tekeze
La central eléctrica contiene cuatro turbinas de 75 MW, que generan una potencia de 300 MW (407 885,8 CV) de electricidad. La línea de transmisión se conecta a la red nacional en Mekelle, a 105 km.